# A Merlin kalandjai epizódjainak listája
Ez a lap a Merlin kalandjai című amerikai sorozat epizódjainak listáját tartalmazza.
Camelot legendás városa, a különös lények és a mágia birodalma már a történelem előtti időkben is virágzott. Amikor egy kegyetlen önkényúr, Uther Pendragon hatalomra került, a varázslatot betiltották. Ekkor érkezik a városba Merlin, a különleges képességeit még csak próbálgató fiatalember, és azonnal ellenségeket is szerez magának, köztük a konok Artúr herceggel. Merlint Uther bölcs orvosa, Gaius segíti, hogy a fiatal varázsló megfejthesse Camelot ősi titkait. Így tudja meg, hogy sorsa elválaszthatatlanul összefonódik majd Camelot örökösével, Artúrral…

## Áttekintés
| Évad | Évad | Részek száma | Részek száma | Eredeti sugárzás     | Eredeti sugárzás   | Magyar sugárzás | Magyar sugárzás |
| Évad | Évad | Részek száma | Részek száma | Évadbemutató         | Évadzáró           | Évadbemutató    | Évadzáró        |
| ---- | ---- | ------------ | ------------ | -------------------- | ------------------ | --------------- | --------------- |
|      | 1.   | 13           | 13           | 2008. szeptember 20. | 2008. december 13. | n. a.           | n. a.           |
|      | 2.   | 13           | 13           | 2009. szeptember 19. | 2009. december 19. | n. a.           | n. a.           |
|      | 3.   | 13           | 13           | 2010. szeptember 11. | 2010. december 4.  | n. a.           | n. a.           |
|      | 4.   | 13           | 13           | 2011. október 1.     | 2011. december 24. | n. a.           | n. a.           |
|      | 5.   | 13           | 13           | 2012. október 6.     | 2012. december 24. | n. a.           | n. a.           |

## Évadok

### 1. évad (2008)
| Sor. | Év. | Cím                                        | Rendező     | Író            | Premier              | Nézettség     | Gyártási szám |
| --- | --- | ------------------------------------------ | ----------- | -------------- | -------------------- | ------------- | ------------- |
| 1. | 1.  | A sárkány hívó szava (The Dragon's Call)   | James Hawes | Julian Jones   | 2008. szeptember 20. | , millió n.a. | 101           |
| A fiatal Merlint édesanyja elküldi a faluból Camelotba a jobb élet reményében, ahol Gaius tanonca lesz. Gaius Uther király orvosa, aki úgy hiszi, a varázslás ördögtől való, ezért büntetni kell mindenkit, aki azzal foglalkozik. Amikor Gaius rájön, hogy Merlin varázserővel rendelkezik, megígéri, hogy megtartja a fiú titkát. Uther közben kivégeztet egy varázslót, akinek az anyja magát csinos fiatal lánynak álcázva eljön Camelotba és énekével elvarázsolja a bíróságot, ahol mindenki álomra szenderül. Csak Merlin látja, hogymi történik valójában, ő marad ébren egyedül, és megmenti a többieket. Jutalmul kinevezik Arthur inasává, aki nem más, mint a király fia. |     |                                            |             |                |                      |               |               |
| 2. | 2.  | A lovagi torna (Valiant)                   | James Hawes | Howard Overman | 2008. szeptember 27. | , millió n.a. | 102           |
| 3. | 3.  | A jel (The Mark of Nimueh)                 | James Hawes | Julian Jones   | 2008. október 4.     | , millió n.a. | 103           |
| 4. | 4.  | A mérgezett kehely (The Poisoned Chalice)  | Ed Fraiman  | Ben Vanstone   | 2008. október 11.    | , millió n.a. | 104           |
| 5. | 5.  | Lancelot (Lancelot)                        | Ed Fraiman  | Jake Michie    | 2008. október 18.    | , millió n.a. | 105           |
| 6. | 6.  | A csodadoktor (A Remedy to Cure All Ills)  | Ed Fraiman  | Julian Jones   | 2008. október 25.    | , millió n.a. | 106           |
| 7. | 7.  | Avalon kapuja (The Gates of Avalon)        | Jeremy Webb | Ben Vanstone   | 2008. november 1.    | , millió n.a. | 107           |
| 8. | 8.  | A vég kezdete (The Beginning of the End)   | Jeremy Webb | Howard Overman | 2008. november 8.    | , millió n.a. | 108           |
| 9. | 9.  | A fekete lovag (Excalibur)                 | Jeremy Webb | Julian Jones   | 2008. november 15.   | , millió n.a. | 109           |
| 10. | 10. | Az igazság pillanata (The Moment of Truth) | Jeremy Webb | Julian Jones   | 2008. november 22.   | , millió n.a. | 110           |
| 11. | 11. | A labirintus (The Labyrinth of Gedref)     | Stuart Orme | Howard Overman | 2008. november 29.   | , millió n.a. | 111           |
| 12. | 12. | A király végzete (To Kill the King)        | Stuart Orme | Jake Michie    | 2008. december 6.    | , millió n.a. | 112           |
| 13. | 13. | Az alku (Le Morte d'Arthur)                | David Moore | Julian Jones   | 2008. december 13.   | , millió n.a. | 113           |

### 2. évad (2009)
| Sor. | Év. | Cím                                                          | Rendező         | Író            | Premier              | Nézettség     | Gyártási szám |
| --- | --- | ------------------------------------------------------------ | --------------- | -------------- | -------------------- | ------------- | ------------- |
| 14. | 1.  | A nagy varázsló átka (The Curse of Cornelius Sigan)          | David Moore     | Julian Jones   | 2009. szeptember 19. | , millió n.a. | 201           |
| Egy Camelot alatt rejtőző, sötét folyosón kincsekkel teli, ősi sírt találnak. Gaius könyörögve kéri a királyt, zárják vissza a termet, mert attól tart, hogy ez Cornelius Sigan, a gonosz varázsló sírhelye. Cornelius megátkozta Camelotot, és megesküdött rá, hogy egy nap még visszatér.          |     |                                                              |                 |                |                      |               |               |
| 15. | 2.  | A hajdani és majdani királynő (The Once and Future Queen)    | Jeremy Webb     | Howard Overman | 2009. szeptember 26. | , millió n.a. | 202           |
| Artúr mindenképpen meg akarja nyerni a következő lovagi tornát. Ám arról nem tud, hogy a többi versenyző egyike, egy bizonyos Myror csak azért nevezett, hogy megölje Artúrt. |     |                                                              |                 |                |                      |               |               |
| 16. | 3.  | Morgána álma (The Nightmare Begins)                          | Jeremy Webb     | Ben Vanstone   | 2009. október 3.     | , millió n.a. | 203           |
| Amikor Morgana álmában véletlenül felgyújtja saját szobáját, rájön, hogy varázsereje van. Merlin, Gaius tanácsa ellenére, elküldi őt a Druidákoz tanácsért. Pendragon azt hiszi elrabolták, ezért az összes gyanús varázsló megölését elrendeli, amíg vissza nem hozzák. Merlin Morgana után megy... |     |                                                              |                 |                |                      |               |               |
| 17. | 4.  | Hengist tárnái (Lancelot and Guinevere)                      | David Moore     | Howard Overman | 2009. október 10.    | , millió n.a. | 204           |
| A rettegett Hengist tévedésből Gwent rabolja el Morgana helyett, ezért Artúr és Morgana Uthertől kér segítséget, de a király nem hajlandó kifizetni a váltságdíjat. Artúr elindul, hogy kiszabadítsa a lányt.                                                                                        |     |                                                              |                 |                |                      |               |               |
| 18. | 5.  | Szépség és szörnyeteg 1. rész (Beauty and the Beast, part 1) | David Moore     | Jake Michie    | 2009. október 24.    | , millió n.a. | 205           |
| Lady Catrina és különös szolgálója, Jonas Camelotba érkeznek.Uther szívesen fogadja őket, ám Artúr korántsem ilyen lelkes; nem tetszik neki, ahogyan apja és Lady Catrina flörtölnek egymással. |     |                                                              |                 |                |                      |               |               |
| 19. | 6.  | Szépség és szörnyeteg 2. rész (Beauty and the Beast, part 2) | Metin Huseyin   | Ben Vanstone   | 2009. október 31.    | , millió n.a. | 206           |
| Lady Catrina neve mostantól Catrina királyné, ő Camelot „first lady”-je. Ám amikor fény derül troll mivoltára, még nagyobb hatalma lesz Uther felett, és ez már az egész birodalomra hatással van.                                                                                                   |     |                                                              |                 |                |                      |               |               |
| 20. | 7.  | A Boszorkányvadász (The Witchfinder)                         | Jeremy Webb     | Jake Michie    | 2009. november 7.    | , millió n.a. | 207           |
| Uther udvarából véglegesen ki akar űzni mindenféle mágiát, ezért felbérli a rettegett Arediant, a hírhedt boszorkányüldözőt, aki a végsőkig képes elmenni, ha valahol varázslatot szimatol. |     |                                                              |                 |                |                      |               |               |
| 21. | 8.  | Az apák vétke (The Sins of the Father)                       | Metin Huseyin   | Howard Overman | 2009. november 14.   | , millió n.a. | 208           |
| Miután egy titokzatos harcos párbajra hívta Artúrt, kiszámíthatatlan és pusztító eseménysorozat vette kezdetét. Ezért Artúr és Merlin különös kutatásba kezd. |     |                                                              |                 |                |                      |               |               |
| 22. | 9.  | A tó asszonya (The Lady of the Lake)                         | Metin Huseyin   | Julian Jones   | 2009. november 21.   | , millió n.a. | 209           |
| Merlin véletlen felfedezést tesz, és egy szépséges, Freya nevű druida lányt talál egy fejvadász ketrecében. Gaius tanácsa ellenére kiszabadítja Feyát. Ám, hogy biztonságban tudhassa a lányt, nehéz döntést kell hoznia…                                                                            |     |                                                              |                 |                |                      |               |               |
| 23. | 10. | Bűvös álmok (Sweet Dreams)                                   | Alice Troughton | Lucy Watkins   | 2009. november 28.   | , millió n.a. | 210           |
| Camelot rivális királysága békeköveteket küldött, ám valójában háború kiprovokálásán ügyködik – még a varázslatot is hajlandó bevetni a cél érdekében. |     |                                                              |                 |                |                      |               |               |
| 24. | 11. | Miatrid kristálya (The Witch's Quickening)                   | Alice Troughton | Jake Michie    | 2009. december 5.    | , millió n.a. | 211           |
| Alvarr, a kegyetlen warlock mindent megtenne Camelot elpusztításáért, és azért, hogy ismét szabad legyen a varázslat az országban. Még Utherrel is harcba szállna ezért, ám ehhez először a régi vallás egyik jelképét, a Neathid kristályt is meg kell szereznie.                                   |     |                                                              |                 |                |                      |               |               |
| 25. | 12. | Medhir lovagjai (The Fires of Idirsholas)                    | Jeremy Webb     | Julian Jones   | 2009. december 12.   | , millió n.a. | 212           |
| Amikor 300 év után ismét fellobbannak Idirsholas tüzei, Gaius Medhir lovag visszatérésétől tart. Morgause visszatért, hogy véget vessen Uther uralmának. |     |                                                              |                 |                |                      |               |               |
| 26. | 13. | Az utolsó Sárkányúr (The Last Dragonlord)                    | Jeremy Webb     | Julian Jones   | 2009. december 19.   | , millió n.a. | 213           |
| Miután kiszabadult a nagy sárkány, Camelot iránti gyűlölete kegyetlen támadásra hajtja. |     |                                                              |                 |                |                      |               |               |

### 3. évad (2010)
| Sor. | Év. | Cím                                                                               | Rendező         | Író            | Premier              | Nézettség      | Gyártási szám |
| --- | --- | --------------------------------------------------------------------------------- | --------------- | -------------- | -------------------- | -------------- | ------------- |
| 27. | 1.  | Uther Pendragon könnyei 1. rész (The Tears of Uther Pendragon, part 1)            | Jeremy Webb     | Julian Jone    | 2010. szeptember 11. | , millió n.a.  | 301           |
| 28. | 2.  | Uther Pendragon könnyei 2. rész (The Tears of Uther Pendragon, part 2)            | Jeremy Webb     | Julian Jone    | 2010. szeptember 18. | , millió n.a.  | 302           |
| 29. | 3.  | A manó aranya (A kobold aranya) (Goblin's Gold)                                   | Jeremy Webb     | Howard Overman | 2010. szeptember 25. | , millió n.a.  | 303           |
| Merlin véletlenül kienged egy rosszindulatú koboldot egy titkos kamrából, aki elátkozza Pendragon-t és aki emiatt elveszíti összes haját. Gaius és Merlin megpróbálják elkapni, de megszállja Gaius-t, aki hamis bájitalokat kezd el aranyért árulni. Még mielőtt Merlin bármit is tehetne, a kobold Gaius testén keresztül boszorkánnyá kiálltja ki és börtönbe záratja. Arthur hisz Merlin ártatlanságában, de hamarosan ő is pórul jár... |     |                                                                                   |                 |                |                      |                |               |
| 30. | 4.  | Gwaine (A tompa pengék viadala) (Gwaine)                                          | David Moore     | Julian Jones   | 2010. október 2.     | , millió n.a.  | 304           |
| Egy fiatal, rejtélyes férfi, Gwaine megsérül egy kocsmai verekedésben, amikor Merlin és Arthur segítségére siet egy kocsmai verekedés során. Camelot-ba viszik, hogy meggyógyítsák. Közben a verekedésben részt vevők megérkeznek Camelot-ba, hogy revansot vegyenek. Gwaine másodszor is megmenti Arthur életét, akit ezért lovaggá akar ütni...                                                                                            |     |                                                                                   |                 |                |                      |                |               |
| 31. | 5.  | A kristálybarlang (The Crystal Cave)                                              | Alice Troughton | Julian Jones   | 2010. október 9.     | , millió n.a.  | 305           |
| Merlin és Arthur a Kristály Barlangba menekülnek, ahol Taliesin, a varázsló gyógyítja meg a sebesült Arthur-t, majd elmondja látomását Merlin-nek, arról, hogy Morgana az alvó Pendragon életére fog törni. Pendragon közben bevallja Gaius-nak, hogy a lánya... |     |                                                                                   |                 |                |                      |                |               |
| 32. | 6.  | Tündéri királylány (Tündérpor) (The Changeling)                                   | David Moore     | Lucy Watkins   | 2010. október 16.    | , millió n.a.  | 306           |
| Arthur-t házasságra akarják kényszeríteni Elena hercegnővel, azonban Merlin rájön, hogy a nő nem is az valójában, akinek kiadja magát. Megpróbál rájönni a nő sötét titkára és arra, vajon miért fontos a hercegnőnek annyira ez a frigy. Vajon Merlin időben felfedi a titkot még mielőtt Arthur végzetes hibát követ el? |     |                                                                                   |                 |                |                      |                |               |
| 33. | 7.  | Kelepcébe csalva (Fyrien kastélya) (The Castle of Fyrien)                         | David Moore     | Jake Michie    | 2010. október 23.    | , millió n.a.  | 307           |
| Gwen egy lehetetlen dilemmába kerül, amikor el kell döntenie, hogy elhidegült testvérét menti meg, vagy Arthur-t. Egy biztos, kettőjük közül valakinek meg kell halnia. Arthur, Merlin és Gwen együtt próbálnak megoldást találni. |     |                                                                                   |                 |                |                      |                |               |
| 34. | 8.  | A főnix szeme (Erő, merész, mágia) (The Eye of the Phoenix)                       | Alice Troughton | Julian Jones   | 2010. október 30.    | , millió n.a.  | 308           |
| Arthur útra kel, hogy megtaláljon egy varázslót és visszaszerezze az arany háromágú szigonyt, amellyel bizonyítani tudja jogát a trónra. Morgana egy amulettet ad neki, ami nem csak elgyengíti, ha túl sokáig hordja, de meg is öli. Merlin ezért utána indul Gwaine-nel és megmentik a herceget. |     |                                                                                   |                 |                |                      |                |               |
| 35. | 9.  | Szerelem a sárkányok idején (Totem és méreg) (Love in the Time of Dragons)        | Alice Troughton | Jake Michie    | 2010. november 6.    | , millió n.a.  | 309           |
| Egy gyógyító érkezik Camelot-ba, aki varázserővel segít a betegeken. Gaius hamarosan rájön, hogy a nő nem más, mint Alice, akit sok évvel korábban feleségül akart venni és akinek Pendragon boszorkányüldözése miatt kellett elmenekülnie. Gaius örül, hogy újra együtt dolgozhat a nővel, nem sejtve, hogy Alice-t egy rejtélyes szörny tartja irányítás alatt.                                                                            |     |                                                                                   |                 |                |                      |                |               |
| 36. | 10. | A szív királynője (Szerelmi bájital) (Queen of Hearts)                            | Ashley Way      | Howard Overman | 2010. november 13.   | n. a. n.a.     | 310           |
| Morgana-t rémálmok gyötrik, amelyekben Guinevere lesz Camelot királynője. Morgause ráveszi, hogy árulja el Arthur és Gwen kapcsolatát Uther királynak, akitől azt várják, hogy megtiltja a hercegnek egy szolgálólánnyal való viszonyát. Merlin ezúttal a lány életét kell megmentse. |     |                                                                                   |                 |                |                      |                |               |
| 37. | 11. | A varázsló árnyéka (A mágus leckéje) (The Sorcerer's Shadow)                      | Ashley Way      | Julian Jones   | 2010. november 20.   | , millió n. a. | 311           |
| Camelot legendás tornáján csupán egy szabály van, mégpedig az, hogy nincs szabály. Félelmetes harcosok kezdenek seregleni a városba, közöttük Gilli-vel, aki varázslattal akar győzedelmeskedni mindenki felett. Vajon Merlin időben közbe tud-e avatkozni? |     |                                                                                   |                 |                |                      |                |               |
| 38. | 12. | Artúr eljövetele, 1. rész (Az élet kelyhe 1. rész) (The Coming of Arthur, part 1) | Jeremy Webb     | Jake Michie    | 2010. november 27.   | , millió n.a.  | 312           |
| Sir Leon-t a druidák hozzák vissza a halálból. Az Élet Serlegéből itatják meg, amely köztudottan a halhatatlanságot hozza el azoknak, akik abból isznak. Arthur és Merlin útra kelnek, hogy megszerezzék a serleget, attól félve, hogy az Cered kezébe kerül. |     |                                                                                   |                 |                |                      |                |               |
| 39. | 13. | Artúr eljövetele, 2. rész (Az élet kelyhe 2. rész) (The Coming of Arthur, part 2) | Jeremy Webb     | Jake Michie    | 2010. december 4.    | , millió n.a.  | 313           |
| Camelot új királynője kegyetlenebbnek bizonyul, mint maga Pendragon. Guinevere segít Sir Leon-nak megszökni a börtönből és csatlakozik testvéréhez Elyan-hoz, valamint Gaius-hoz, Merlin-hez, Athur-hoz és Gwaine-hez, akik az erdőben rejtőzködnek. A többi menekülttel együtt rátalálnak egy kerek asztalra, amely körül megalakítják lovagrendjüket és megfogadják, hogy mindannyian segítik egymást és Arthur-t.                         |     |                                                                                   |                 |                |                      |                |               |

### 4. évad (2011)
| Sor. | Év. | Cím                                                     | Rendező           | Író             | Premier            | Nézettség  | Gyártási szám |
| ---- | --- | ------------------------------------------------------- | ----------------- | --------------- | ------------------ | ---------- | ------------- |
| 40.  | 1.  | Legsötétebb óra 1. rész (The Darkest Hour, part 1)      | Alice Troughton   | Julian Jones    | 2011. október 1.   | n. a. n.a. | 401           |
| 41.  | 2.  | Legsötétebb óra 2. rész (The Darkest Hour, part 2)      | Alice Troughton   | Julian Jones    | 2011. október 8.   | n. a. n.a. | 402           |
| 42.  | 3.  | A gonosz nap (The Wicked Day)                           | Alice Troughton   | Howard Overman  | 2011. október 15.  | n. a. n.a. | 403           |
| 43.  | 4.  | Aithusa (Aithusa)                                       | Alex Pillai       | Julian Jones    | 2011. október 22.  | n. a. n.a. | 404           |
| 44.  | 5.  | Az apja fia (His Father's Son)                          | Alex Pillai       | Jake Michie     | 2011. október 29.  | n. a. n.a. | 405           |
| 45.  | 6.  | Két úr szolgája (A Servant of Two Masters)              | Alex Pillai       | Lucy Watkins    | 2011. november 5.  | n. a. n.a. | 406           |
| 46.  | 7.  | Titkok feltárója (The Secret Sharer)                    | Justin Molotnikov | Julian Jones    | 2011. november 12. | n. a. n.a. | 407           |
| 47.  | 8.  | Lamia (Lamia)                                           | Justin Molotnikov | Jake Michie     | 2011. november 19. | n. a. n.a. | 408           |
| 48.  | 9.  | Lancelot du Lac (Lancelot du Lac)                       | Justin Molotnikov | Lucy Watkins    | 2011. november 26. | n. a. n.a. | 409           |
| 49.  | 10. | Egy új kor királya (A Herald of the New Age)            | Jeremy Webb       | Howard Overman  | 2011. december 3.  | n. a. n.a. | 410           |
| 50.  | 11. | A vadász szíve (The Hunter's Heart)                     | Jeremy Webb       | Richard McBrien | 2011. december 10. | n. a. n.a. | 411           |
| 51.  | 12. | A kard a kőben 1. rész (The Sword in the Stone, part 1) | Alice Troughton   | Jake Michie     | 2011. december 17. | n. a. n.a. | 412           |
| 52.  | 13. | A kard a kőben 2. rész (The Sword in the Stone, part 2) | Alice Troughton   | Julian Jones    | 2011. december 24. | n. a. n.a. | 413           |

### 5. évad (2012)
| Sor. | Év. | Cím                                                            | Rendező           | Író             | Premier            | Nézettség  | Gyártási szám |
| ---- | --- | -------------------------------------------------------------- | ----------------- | --------------- | ------------------ | ---------- | ------------- |
| 53.  | 1.  | Arthur átka 1. rész (Arthur's Bane, part 1)                    | Justin Molotnikov | Julian Jones    | 2012. október 6.   | n. a. n.a. | 501           |
| 54.  | 2.  | Arthur átka 2. rész (Arthur's Bane, part 2)                    | Justin Molotnikov | Julian Jones    | 2012. október 13.  | n. a. n.a. | 502           |
| 55.  | 3.  | Uther Pendragon siratódala (The Death Song of Uther Pendragon) | Justin Molotnikov | Howard Overma   | 2012. október 20.  | n. a. n.a. | 503           |
| 56.  | 4.  | Mások bánata (Another's Sorrow)                                | Ashley Way        | Jake Michie     | 2012. október 27.  | n. a. n.a. | 504           |
| 57.  | 5.  | A Disir (The Disir)                                            | Ashley Way        | Richard McBrien | 2012. november 3.  | n. a. n.a. | 505           |
| 58.  | 6.  | A Sötét Torony (The Dark Tower)                                | Ashley Way        | Julian Jones    | 2012. november 10. | n. a. n.a. | 506           |
| 59.  | 7.  | A lecke bosszúállásból (A Lesson in Vengeance)                 | Alice Troughton   | Jake Michie     | 2012. november 17. | n. a. n.a. | 507           |
| 60.  | 8.  | Az üres királyné (The Hollow Queen)                            | Alice Troughton   | Julian Jones    | 2012. november 24. | n. a. n.a. | 508           |
| 61.  | 9.  | Teljes szívemből (With All My Heart)                           | Alice Troughton   | Richard McBrien | 2012. december 1.  | n. a. n.a. | 509           |
| 62.  | 10. | Mások kedvessége (The Kindness of Strangers)                   | Declan O'Dwyer    | Richard McBrien | 2012. december 8.  | n. a. n.a. | 510           |
| 63.  | 11. | A közelgő sötétség (The Drawing of the Dark)                   | Declan O'Dwyer    | Richard McBrien | 2012. december 15. | n. a. n.a. | 511           |
| 64.  | 12. | A nap gyémántja 1. rész (The Diamond of the Day, part 1)       | Justin Molotnikov | Jake Michie     | 2012. december 22. | n. a. n.a. | 512           |
| 65.  | 13. | A nap gyémántja 2. rész (The Diamond of the Day, part 2)       | Justin Molotnikov | Jake Michie     | 2012. december 24. | n. a. n.a. | 513           |